# 申請書
申請書，是向機關或上級提出請求事項的文書。申請書的格式不一，例如在中華民國通常為表格型式，有時會稱之為申請表；而在中華人民共和國，雖然也有表格型式，但非表格仍頗為常見，部分應用文專業書籍將其納入公文或書信章節作說明。

## 格式
表格化的申請書（表）已有制式的格式，通常會有申請者的姓名、住址、聯絡電話、電子郵件等個人基本資料欄位，並依申請書的用途差異而設有不同欄位，有時還會要求貼附照片或證明文件影印本，或將其當作附件。各欄位通常填寫簡單詞語或句子即可，但有些欄位必須撰寫多段式文章，例如求職或職位申請書的「自傳」欄位、獎項申請書的「成果與效益說明」欄位等。申請者須依照要求填寫並備齊相關資料始可完成。
非表格化的申請書撰寫格式通常較為自由，但一般仍會要求具有標題、稱謂、正文、結尾、署名和日期等部分。